# Fédération internationale du sport automobile
Pour les articles homonymes, voir FISA et CSI.
La Fédération internationale du sport automobile (FISA) était l'organisation qui gérait les plus importantes courses automobiles mondiales.
Ce comité autonome fut créé par la Association internationale des Automobile Clubs reconnus (AIACR) en 1922 sous le nom de Commission sportive internationale (CSI). Lui était alors délégué par l'AIACR (devenue FIA en 1946) l'organisation des courses automobiles. En 1978, à la suite de l'élection à sa présidence du Français Jean-Marie Balestre, la CSI prit le nom de FISA, son rôle restant identique. Sous l'impulsion de Balestre, la FISA entreprit de reprendre en main le contrôle du Championnat du monde de Formule 1, menacé par l'émergence à la fin des années 1970 de la Formula One Constructors Association (FOCA), l'association des constructeurs de F1 dirigée par Bernie Ecclestone. Cette lutte d'influence, connue sous le nom de conflit FISA-FOCA, aboutit à la rédaction des Accords Concorde en 1981, lesquels scellèrent le partage des pouvoirs en Formule 1, la FISA conservant le contrôle sportif et réglementaire du championnat.
À la suite de l'élection de Max Mosley à la tête de la FISA en 1991 puis de la FIA en 1993, les institutions furent réformées et la FISA fut absorbée par la FIA, qui est donc désormais directement chargée des affaires sportives. Depuis, il est fréquent de mélanger FIA et FISA, même pour des faits ayant eu lieu lorsque les deux entités étaient distinctes.

## Présidents
| Président                                     | Mandat                             |
| Commission Sportive Internationale            | Commission Sportive Internationale |
| --------------------------------------------- | ---------------------------------- |
| René de Knyff                                 | 1922–1946                          |
| Augustin Pérouse                              | 1946–1961                          |
| Maurice Baumgartner                           | 1961–1970                          |
| Paul de Metternich-Winneburg                  | 1970–1976                          |
| Pierre Ugeux                                  | 1976–1978                          |
| Fédération Internationale du Sport Automobile |                                    |
| Jean-Marie Balestre                           | 1978–1991                          |
| Max Mosley                                    | 1991–1993                          |